# Les Voltes de la Bisbal
Les Voltes de la Bisbal és una obra del municipi de la Bisbal d'Empordà protegida com a bé cultural d'interès local.

## Descripció
És un edifici civil. El conjunt edificat dit "les Voltes" ocupa un llarg segment del costat nord de la carretera C-66 (Avinguda de les Voltes), el front de l'extensa illa urbana entre el riu Daró i el carrer Coll i Vehí.
El projecte d'aquest grup de cases plurifamiliar entre mitgeres, a l'eixample vuitcentista de la Bisbal, s'estructurà com un carrer o passeig porticat dins el model de les places i espais urbans que segueixen el llenguatge neoclàssic, pre-isabelí, del moment. El conjunt presenta un esquema compositiu simple i perfectament ordenat.
L'edificació és de dues plantes i golfes. Sobre l'espai porticat d'altes arcades de mig punt, damunt pilars, hi corren les dues fileres superposades de balconades amb obertures rectangulars de marc ressaltat. El cornisament, molt destacat, emfatitza també aquest ritme. Els acabats o revestiments han perdut en gran part la textura i qualitats originàries.

## Història
El projecte de les Voltes de la Bisbal per Martí Sureda i Deulovol representà la consolidació de l'eixample de la població a l'inici de la segona meitat del segle xix i la principal actuació que contribuí a l'aspecte ordenat de l'expansió urbana al llarg de la carretera de Girona i del riu Daró.
El conjunt de les Voltes quedà inacabat. El darrer sector -un llarg tram a la part de llevant- ha estat construït en època recent, a la darrera postguerra, segons projecte de l'arquitecte Pelagi Martínez, seguint la traça original en tot.